# Prosopogryllacris melanophoxa
Prosopogryllacris melanophoxa är en insektsart som först beskrevs av Heinrich Hugo Karny 1930.  Prosopogryllacris melanophoxa ingår i släktet Prosopogryllacris och familjen Gryllacrididae. Inga underarter finns listade i Catalogue of Life.